# Крест «За взятие Измаила»
Крест «За взятие Измаила» — государственная награда Российской империи, которой награждались офицеры, участвовавшие во взятии Измаила 11 декабря 1790 года в ходе очередной русско-турецкой войны.
Крест был учреждён 25 марта 1791 года императрицей Екатериной II в честь взятия крепости Измаил, состоявшегося 11 декабря 1790 года армией под командованием А. В. Суворова. Им награждались офицеры, не получившие за это сражение ордена Св. Георгия или Св. Владимира. Вручение креста давало три дополнительных года к выслуге лет для получения пенсии или к награждению орденом Святого Георгия 4-й степени по выслуге лет. 
Несмотря на учреждение награды 25 марта 1791 года чеканка крестов была отложена из-за смерти главнокомандующего светлейшего князя Г. А. Потёмкина и начата лишь в марте 1792 года. К осени 1794 года было отчеканено 410 крестов. Вручение их офицерам продолжалось вплоть до начала царствования императора Александра I.
Этот крест явился вторым в ряду аналогичных крестов, учреждённых в честь конкретного события. 
Крест был сделан из золота. Размер креста — 46 × 46 мм. Крест равносторонний четырёхконечный с закруглёнными окончаниями. Центральный медальон выполнен в виде горизонтально ориентированного овала, внутри которого надпись с обеих сторон нанесены надписи. Надпись на лицевой стороне в три строки: «ЗА/ОТМЕННУЮ/ХРАБРОСТЬ». С обратной стороны надпись в четыре строки: «ИЗМАИЛЪ/ВЗЯТЪ/ДЕКАБРЯ 11/1790·».
Крест имел ушко для крепления к ленте. Носить крест следовало на груди на Георгиевской ленте. 